# Nestyda
Nestyda je česká filmová komedie natočená podle bestselleru Michala Viewegha Povídky o manželství a o sexu z roku 2008 v režii Jana Hřebejka s Jiřím Macháčkem v hlavní roli.

## Děj
Televizní hlasatel zpráv o počasí Oskar (Jiří Macháček) podvádí svou ženu, rozhlasovou moderátorku Zuzanu (Simona Babčáková) s au pair „Kočičkou“ (Vica Kerekes), která se stará o jejich malého Jakuba (Vojta Husa). Když je Zuzana s Jakubem na horách, předpovídá Oskar v televizi pěkné počasí, i když tomu nic nenasvědčuje, aby tam zůstali co nejdéle. Po návratu domů ale Zuzana odhalí Oskarovy smsky od Kočičky a vyhodí ho z domu, Oskar navíc za špatné předpovědi dostane padáka v práci. Oskar se začne živit jako „bezpečný odvoz“ (řídí auta lidí vracejících se z hospod a barů) a dál chodí s Kočičkou (zajdou spolu také na Besídku divadla Sklep a výrazně se neshodnou, jestli to bylo dobré). Náhodou se ale setká se zpěvačkou Norou (Emília Vášáryová), kterou dosud znal jen z televize a zamilují se do sebe. Zuzana mezitím potká Matěje (Pavel Liška), který řeže stromy v parku, a začnou se scházet. Matěj se svou dcerou Terezkou (Viktorie Fedorová) se také představí Oskarovým rodičům, se kterými Zuzana stále udržuje dobré vztahy. S Oskarovými rodiči se seznámí také Nora, ač to Karel Gott raději nedoporučil. Jednou se Oskar pracovně dostane do nočního klubu, ale ten, kdo ho zavolal pro odvoz (nakonec se ukáže, že to je jeho známý Robert), se zdržel na pokoji, a tak Oskar počká na baru. Tam si ho všimne jedna z dívek Simona (Martina Krátká) a ukáže se, že to je Oskarova bývalá studentka z doby, kdy byl Oskar ještě učitelem. Nakonec spolu i jdou na pokoj, ale k ničemu nedojde, mj. proto, že z rádia mu zavolá jeho žena a její kolegové a začnou s ním hned natáčet rozhovor o vztahu s Norou. Když pak Oskar z nočního klubu odváží Roberta, zastaví je policie a Oskar nadýchá alkohol. Film končí o Vánocích, Oskar je tráví s Jakubem a Terezka odjede ke své mamince (Renata Vajdáková).

## Obsazení
| Jiří Macháček          | Oskar                               |
| Emília Vášáryová       | Nora                                |
| Simona Babčáková       | Zuzana                              |
| Pavel Liška            | Matěj                               |
| Vica Kerekes           | Kočička                             |
| Nina Divíšková         | Marta, Oskarova matka               |
| Pavel Landovský        | Bedřich, Oskarův otec               |
| Vojta Husa             | Jakub                               |
| Viktorie Fedorová      | Terezka                             |
| Martina Krátká         | Simona                              |
| Kryštof Mucha          | Robert                              |
| Roman Luknár           | syn Nory                            |
| Vladimír Hajdu         | syn Nory                            |
| Marie Látová           | Marie                               |
| Petr Kracík            | vedoucí v TV7                       |
| Hana Seidlová          | barmanka                            |
| Adam Holý              | fotograf                            |
| Renata Vajdáková       | Matějova žena                       |
| Lukáš Příkazský        | policista                           |
| Štefan Capko           | policista                           |
| Karel Gott             | sám sebe                            |
| Hana Hegerová          | sama sebe                           |
| Tomáš Hanák            | sám sebe (herec divadla Sklep)      |
| Jiří Fero Burda        | sám sebe (herec divadla Sklep)      |
| Miloš Pokorný          | sám sebe (rozhlasový moderátor)     |
| Roman Ondráček         | sám sebe (rozhlasový moderátor)     |
| Karla Mráčková         | sama sebe                           |
| Petra Eliáš - Voláková | sama sebe                           |
| Halina Pawlowská       | sama sebe                           |
| Přemek Podlaha         | sám sebe                            |
| Ester Janečková        | sama sebe                           |
| Milan Šteindler        | sám sebe                            |
| Petr Čtvrtníček        | sám sebe                            |
| Michal Viewegh         | sám sebe                            |
| Martin Reiner          | sám sebe                            |
| Jiří Gajdošík          | sám sebe (ředitel hotelu Le Palais) |

Doprovodnou skupinu zpěvačky Nory tvoří: Petr Malásek (piano), Zdeněk Fišer (kytara), Robert Balzar (kontrabas) a František Kop (saxofon).

## Použitá hudba
- Vana plná fialek (Petr Hapka / Michal Horáček), Hana Hegerová – zpěv
- Když někdo z vás (Fast ein Liebeslied) (Reinhard Mey / Reinhard Mey, český text Pavel Kopta), Hana Hegerová – zpěv
- Un homme et une femme (Pierre Barouh a Francis Lai), Emília Vášáryová a Jiří Macháček – zpěv
- Čerešně (Jaroslav Filip / Milan Lasica), Nina Divíšková – zpěv
- Ještě mi chvilku zpívej (Vlasta Redl), Vlasta Redl, Blanka Táborská – zpěv
- Dohrála hudba (Ivo Viktorin, Vlasta Redl / Vlasta Redl), AG Flek
- Na jezeře zlatých ryb (Vlasta Redl), Vlasta Redl – zpěv
- Pojedeme na výlet (Vlasta Redl), Vlasta Redl – zpěv
- Šlehačková pusa (hudba Norbi Kovács), Kateřina Svobodová – zpěv
- Házibuli (Norbi Kovács / Andrej Bolgár), Norbi Kovács – zpěv
- Blues pro Luďka Hulana (Jana Koubková), Jana Koubková – zpěv
- Illusions (Ondřej Kopička, Ondřej Galuška)
- Lovin Feeling (Ron Aspery)
- Touch (Ron Aspery)
- Cotton Glory (Les Hurdle, Michael Morgan)
- Miláčku, ztrať se (Robert Nebřenský), Vltava
- Dívka z plakátu (Oskar Petr), Marsyas
- Omamná květina pravdy (Vladimír Merta), Vladimír Merta – zpěv
- Nejen Ian (Filip Jelínek, Dan Bárta, Jaroslav Friedl, Robert Balzar / Dan Bárta), Dan Bárta – zpěv

## Recenze
- Kamil Fila, Aktuálně.cz, 9. října 2008
- Petr Čihula, Moviezone.cz, 10. října 2008
- František Fuka, FFFilm, 7. října 2008